# Haza
Pour les articles homonymes, voir Haza (homonymie).
Haza, connue aussi comme Aza, est une commune d’Espagne, dans la province de Burgos, communauté autonome de Castille-et-León. Cette localité est également vinicole, et fait partie de l’AOC Ribera del Duero.

## Géographie
La ville est située sur le versant sud qui ferme la vallée du Douro, occupant une position stratégique dominée par le pic de la Buitrera et défendue à l'ouest par la rivière Riaza. Elle fait partie de la comarque Ribera del Duero et se trouve à 96 km de la capitale provinciale, Burgos. La commune fait partie du district judiciaire d'Aranda de Duero.
Le relief est défini par le mont Pinadillo au nord, qui culmine à 875 m d'altitude, par d'autres montagnes isolées plus au sud, dont le pic de la Buitrera (913 m), et par les rives de la rivière Riaza à l'ouest. L'altitude varie de 913 m (pic de La Buitrera) à 805 m sur les rives de la rivière Riaza. Le village se trouve sur une colline à 910 m au-dessus du niveau de la mer. 

## Histoire
C'est à Haza qu'est née la bienheureuse Jeanne, mère de saint Dominique de Guzmán, et de son frère, Mannès.

## Source
- (es) Cet article est partiellement ou en totalité issu de l’article de Wikipédia en espagnol intitulé « Haza » (voir la liste des auteurs).